# خالدة دموية
خالدة دموية أو ذهب الشمس الدموي أو بزاز العذراء (الاسم العلمي: Helichrysum sanguineum) (كارولوس لينيوس) هو نوع من أنواع النبات المزهر الذي ينتمي لجنس نبات ذهب الشمس (Helichrysum)
في عائلة (نجمية). ينمو في الغابات الجبلية في بلاد الشام حيث يزهر في الفترة التي ما بين شهري أبريل ويونيو.
نبات ذهب الشمس الدموي هو نبات محمي في السلطة الفلسطينية.[بحاجة لمصدر]

## الاسم
في العربية، يعرف زهر النبات باسم «دم مشيح» / «دم المسيح».

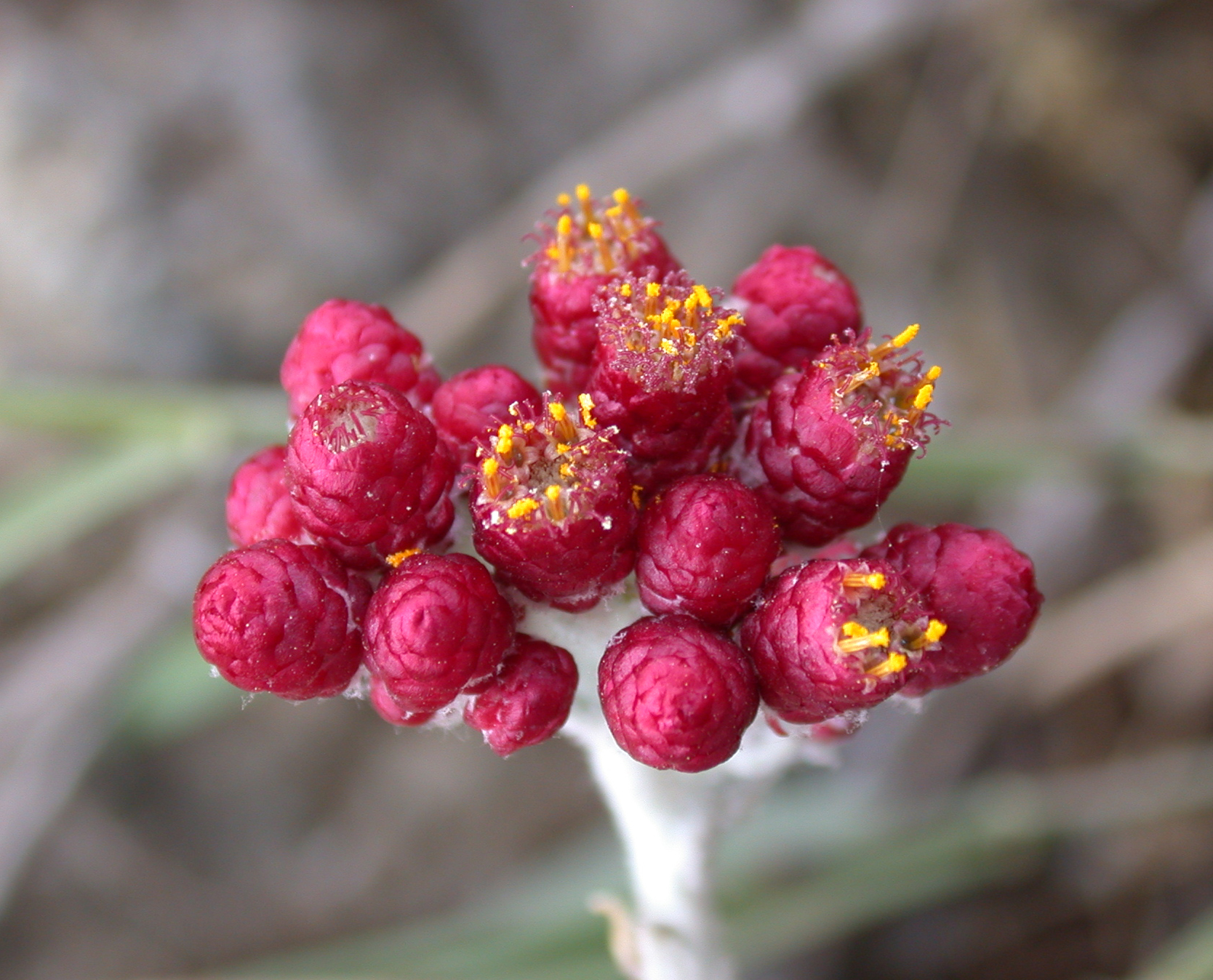
خالدة دموية جبل الكرمل

## التوزيع والإنتشار
ينمو هذا النوع من النبات في بلاد الشام، ويشمل ذلك: غرب سوريا، ساحل البحر الأبيض المتوسط في لبنان وجبل لبنان؛ حيث ينمو في الارتفاعات التي تصل لحوالي 1000 م، على مرتفعات الجولان، وفي معظم الأجزاء الشمالية والوسطية من فلسطين (الجليل العلوي والسفلي، حول بحيرة طبريا، على جبل الكرمل والسهل الساحلي في جنوبه، جبال جلبوع، الجزء الشمالي من غور الأردن، السامرة، جبال يهودا ووادي الخليل)، ومنطقة جلعاد الجبلية في الأردن (مناطق جرش ودبين وعجلون والسلط).